# 聖妙吉祥真實名經
聖妙吉祥真實名經（梵語：mañjuśrī-jñānasattvasya-paramārtha-nāma-saṃgīti），通稱《文殊真實名經》，以偈頌體呈現。按該經的說法，是由金剛手菩薩啟請後，佛陀為其所宣說。內容為三世諸佛智慧的心要總集，即是文殊師利菩薩真實自性清淨智，被譽為一切密續最殊勝的根本經典。
本經為藏密行者所廣泛持誦，並傳有觀修之法。在日本東北大學所印的《西藏大藏經總目錄》中，被列在所有密續的第一部，其之於藏傳佛教的普遍性猶如《金剛經》之於漢傳佛教。

## 題解
妙吉祥，即文殊師利菩薩，代表智慧。薄伽梵是佛的十號之一，表明至尊妙吉祥久遠以來早已成佛。
真實名或勝義名，即依諸般名義令解智慧身的含義，為其智慧身的種種特質。

## 傳譯
此密續文本有梵、藏、漢、西夏、回鶻、蒙古、滿七種語文，於宋元兩代譯為漢文。被收入大正藏中的有四種：
1. 西天譯經三藏朝奉大夫試鴻臚卿傳法大師施護奉詔譯《最勝妙吉祥根本智最上秘密一切名義三摩地分》；
2. 宋西天三藏明因妙善普濟法師金總持等奉詔譯《文殊所說最勝名義經》；
3. 元朝光祿大夫大司徒三藏法師沙囉巴奉詔譯《文殊菩薩最勝真實名義經》；
4. 元講經律論習密教土番譯主聶崖沙門釋智譯《聖妙吉祥真實名經》。（ 有人提出釋智的譯本出於西夏時代，而且是從藏語而非梵語譯出[4]。）

由於文詞簡約而難解，本密續在漢地乏人問津。不過，古代漢譯藏密儀軌文書集《大乘要道密集》中有引述本經宣揚密教。永樂時期刊印的四卷本《大乘經咒》第三卷收錄了《聖妙吉祥真實名經》。
藏文本('jam dpal mtshan brjod)由印度譯師Kamalagupta和西藏譯師仁欽桑布所譯，列為甘珠爾「祕密部」之「十萬怛特羅部」的首部密續，今日流通的藏文本至少有二種，局部的译文略有不同。
今人的譯本有談錫永、馮偉強《聖妙吉祥真實名經梵本譯校》、 楊化群《佛說聖者妙吉祥真實名號經》、 江波（仁欽卻札）《聖誦妙吉祥名經》等。

## 內容
本密續的主要內容是開演文殊師利菩薩之智慧，以及如何獲得此智慧之道。全書之核心從「幻網證菩提次第品」（第25頌起始）至「成所作智品」（第157頌作結），講述七壇城之安立（或從「金剛界大曼荼羅品」（第28頌起始）而為六壇城）。
按論師月官（Candragomin）的解釋，整部《真實名經》在於描寫「妙吉祥智慧勇識」此一主尊，為了度化根器不同的眾趣，智慧勇識以種種壇城、種種方便引導眾生滅除煩惱，證得三身與五智。

## 注解
依照印度論師所造釋論，此密續可按瑜伽續或無上瑜伽續解。按瑜伽續解，了義妙吉祥智慧薩埵是指諸佛「無二智」；了義妙吉祥智慧薩埵是指無二智為利化機所現的各種妙吉祥曼荼羅天輪。按無上瑜伽續解，則為開演「樂空無別」與「二諦無別」兩種妙吉祥智慧薩埵。若按《時輪》解，即第四勝義灌頂。
藏文各版本《丹珠爾》中有不少印度論師所造的釋論，如月官（Candragomin）《聖妙吉祥真實名經廣釋》、妙吉祥友（Mañjurmitra）《真實名誦註釋》、月賢稱（Candrabhadrakīrti）《聖妙吉祥真實名誦疏》。

## 地位
本經被認為是所有密續的精華，很多時候別人稱它為「密續之王」。據時輪註釋書《無瑕之光》記載：「凡不知《本初佛》（時輪）者不知《真實名》；凡不知《真實名》者不知執金剛之智慧身；凡不知執金剛智慧身者不知咒乘；凡不知咒者皆是輪迴中人、遠離薄伽梵執金剛之道。」

## 外部連結
- 梵漢藏文合壁聖妙吉祥真實名經 （页面存档备份，存于）
- A Concert of Names of Manjushri （页面存档备份，存于）（Alexander Berzin/英譯）
- Study Guide to the Namasamgiti （页面存档备份，存于）（Phillip Lecso/編譯）
- 聖誦妙吉祥名經（仁欽卻札/漢譯）
- 圣妙吉祥真实名经广释（月官（英语：Chandragomin）/注释）
- 聖文殊真實名經釋（雍增班智達·益西堅贊（德语：Yongdzin Pandita Yeshe Gyeltshen）/注释）
- 文殊真實名經（蔣孜曲傑仁波切/講解）
- 聖妙吉祥真實名經講述（直貢噶舉法王澈贊仁波切/講解）
- 聖妙吉祥真實名經科判
- 文殊真實名經儀軌 （页面存档备份，存于）